# Kanton Saint-Pierre-des-Corps
Kanton Saint-Pierre-des-Corps (francouzsky Canton de Saint-Pierre-des-Corps) je francouzský kanton v departementu Indre-et-Loire v regionu Centre-Val de Loire. Tvoří ho pouze město Saint-Pierre-des-Corps.